# 林氏短吻獅子魚
林氏短吻獅子鱼，为輻鰭魚綱鮋形目杜父魚亞目狮子鱼科的其中一種。分布於北極圈的喀拉海、普拉提夫海及北大西洋區，包括斯匹次卑爾根群島、挪威海、巴倫支海、法羅群島、冰島、格陵蘭、紐芬蘭及拉布拉多半島等海域，頭大，體細長，體呈粉紅色，腹鰭演化成吸盤，大小約略與眼睛相同，背鰭與臀鰭延伸至尾部，魚鰭截形，背鰭軟條53至57枚；臀鰭軟條47至51枚；脊椎骨59至63個，體長可達30公分，屬深海魚類，棲息在水深75至1750公尺的水域，生活習性不明。